# La Vallée d'émeraude
La Vallée d'émeraude (あらしのよるに, Arashi no yoru ni) est un long métrage d'animation japonais réalisé par Gisaburō Sugii et sorti en 2005. Le film est l'adaptation d'un roman de Yūichi Kimura illustré par Hiroshi Abe et paru chez Kodansha en 1994. Il s'agit d'un conte animalier pour la jeunesse mettant en scène l'amitié improbable entre un loup et une chèvre.

## Résumé
De tous temps, les loups ont mangé les chèvres et les chèvres se sont méfiées des loups. Pourtant, une nuit de tempête, Kanouk le loup et Jao la chèvre se rencontrent dans des circonstances périlleuses. Ils se jurent d'être amis. Mais Kanouk garde un instinct de prédation qui le tourmente. Et quand la meute de Kanouk et la harde de chèvres de Jao découvrent leur relation improbable, tous vont s'acharner à les séparer.

## Série de livres
Le film La Vallée d'émeraude est issu de la série de livres japonais pour enfants appelée "Arashi no yoru ni" ("One Stormy Night" en anglais, "Par une nuit d'orage" en français). La série a été écrite par Yuichi Kimura et illustrée par Hiroshi Abe. Le premier tombe est publié en 1994. 31 ans après le 1er tome et 20 plus tard le 7e tome, un nouveau tome est publié le 12 mars 2025 au Japon. À ce jour, huit tomes ont été publiés, toutefois sans traduction française :
1. Arashi no Yoru ni (あらしのよるに, One Stormy Night) (1994)  (ISBN 4-06-252852-5)
2. Aru Hareta Hi ni (あるはれたひに, One Sunny Day) (1996)  (ISBN 4-06-252870-3)
3. Kumo no Kirema ni (くものきれまに, One Cloudy Day) (1997)  (ISBN 4-06-252874-6)
4. Kiri no Naka de (きりのなかで, One Foggy Afternoon) (1999)  (ISBN 4-06-252875-4)
5. Doshaburi no Hi ni (どしゃぶりのひに, One Rainy Day) (2000)  (ISBN 4-06-252876-2)
6. Fubuki no Ashita (ふぶきのあした, After the Snowstorm) (2002)  (ISBN 4-06-252877-0)
7. Mangetsu no Yoru ni (まんげつのよるに, One Full Moon Night) (2005)  (ISBN 4-06-252878-9)
8. 新あらしのよるにシリーズ（１）　あいことばはあらしのよるに (2025)  (ISBN 978-4-06-538386-5)

## Fiche technique
- Titre : La Vallée d'émeraude
- Réalisation : Gisaburō Sugii
- Scénario : Gisaburō Sugii, d'après le roman de Yūichi Kimura
- Direction de l'animation : Tsuneo Maeda
- Conception des personnages : Marisuke Eguchi
- Direction artistique : Yukio Abe
- Image : Yôichirô Sano
- Montage : Tadashi Furukawa
- Musique originale : Keisuke Shinohara
- Musique additionnelle : Hirotsugu Miyashita, Muneo Teruya, Katsu Tôno
- Studio de production : Group TAC
- Date de sortie : Japon : 10 décembre 2005

## Distribution du film d'animation (2005)
- Michael Cermeno : Jao la chèvre (mâle, en réalité c'est un jeune bouc)
- Loic Houdré : Kanouk le loup
- Philippe Marchal : Rico (Tapper dans la version anglaise)
- Jean-Paul Szybura : Barry (le second loup de la meute dont fait partie Kanouk)
- Jean-Didier Aissy : Gil (le loup chef de la meute dont fait partie Kanouk)
- Frédéric Charlot : Sly
- Philippe Mijon : Zak
- Marie-Noelle Hebrant : La vieille chèvre

## Conception du film
La chanson du générique, "Star", est interprétée par la chanteuse Aiko.

## Autour du film
En 2012, une série d'animation de 26 épisodes est diffusée au Japon sur la chaîne TV Tokyo. La série a été diffusée en japonais et traduite en anglais, la série ne semble pas avoir été diffusée en France ni traduite en français. Les 26 épisodes de la série reprennent l'histoire de Jao et Kanouk (dans la série sous les noms de Mei et de Gabu en japonais et de May et de Gabu en anglais). Cependant, la série change le genre de Jao qui, alors qu'il n'est pas genré dans la série de livres et qu'il est un mâle dans le film, devient une femelle dans la série d'animation.

## Analyse du film
- Esthétique du film :

Du point de vue esthétique, le film d'animation prend soin d'illustrer le passage de Kanouk le loup d'un état prédateur à un état compréhensif envers Jao la chèvre devenu son ami. Par exemple, le réalisateur du film a pris de soin modifier la taille et la forme des yeux de Kanouk tout au long du film. Au début du film, avant qu'il ne devienne ami avec Jao, ses yeux sont plissés lui donnant un air sournois comme un prédateur à l'affut de sa proie. Cependant, plus Kanouk commence à se rapprocher de Jao, plus ses yeux deviennent grands et ouverts, le loup ne voyant plus Jao comme une proie mais comme un ami. De même, lorsque Kanouk perd la mémoire après une avalanche et ne reconnaît plus temporairement son ami, celui-ci ne retrouve ses yeux plissés et sournois.
- Titre du film et symboliques dans les noms de personnages et de lieux :

Concernant le titre même du film, il est intéressant de remarquer que le réalisateur a donné pour titre au film "Arashi no yoru ni" qu'on peut traduire par "Par une nuit orageuse". La version anglaise du film a suivi cette traduction en donnant au film le titre "One Stormy Night" tout comme la série d'animation produite en 2012. Ce titre fait référence au cri de ralliement que Kanouk et Jao ont choisi d'utiliser pour se reconnaître après la nuit orageuse où ils se sont rencontrés la première fois. Toutefois, la version française a choisi de ne pas retenir ce titre, peut-être parce que le cri de ralliement dans la version française n'est pas "Par une nuit orageuse" mais "Satanée nuit d'orage". Aussi, le choix du titre français correspond à la "forêt verte" que cherchent à gagner les deux amis Kanouk et Jao même si les deux protagonistes ne parlent jamais dans le film de "vallée d'émeraude" mais bel et bien de "forêt verte".
Par ailleurs, le réalisateur du film a aussi le souci de créer des symboliques dans le choix des noms de personnages et de lieux. Dans la version japonaise, les noms de Gabu (Kanouk en français) et de Mei (Jao) ne sont pas anodins. En effet, "Gabu" est une onomatopée japonaise qui signifie en français l'action de mordre ou de dévorer, rien d'étonnant car Gabu avoue dès le début du film être réputé pour être un loup affamé et bon mangeur. Cette signification de son nom traduit aussi la nature du loup qu'il est et sa difficulté dans le film à se défaire de cette nature prédatrice face à son nouvel ami Jao la chèvre. Concernant Mei (Jao en français), son nom est une onomatopée japonaise signifiant le cri de la chèvre (bêêê en français). Bien plus, Mei est en japonais davantage un prénom féminin signifiant l'innocence et la douceur, ce qui n'est pas anodin non plus puisque Mei (Jao) est dans le film plutôt efféminé et doux par rapport au caractère plutôt brusque de Gabu (Kanouk). Enfin, le nom des lieux où habitent les deux personnages sont aussi porteurs d'une symbolique. Gabu (Kanouk) habite avec sa meute à "Bakubaku Valley" : "Bakubaku" est une onomatopée japonaise associée cette fois au fait de dévorer qu'on pourrait traduire en anglais par "chomp-chomp". Mei (Jao), quant à lui, habite avec sa harde de chèvres à "Sawasawa Mountain" : "Sawasawa" est une onomatopée japonaise qui, elle, évoque davantage le bruissement des feuilles et le murmure du vent dans la nature, ce qui rappelle le caractère très doux et l'innocence de Mei (Jao).
- Musiques du film :

Du point de vue musical, la bande originale ne manque pas de faire des références à de grandes oeuvres musicales. Ainsi, on peut reconnaître dans la 6e piste de la bande originale appelée "Your Friends Look Delicious" une référence au Boléro de Maurice Ravel. Le réalisateur recourt au Boléro pour la scène où Kanouk le loup est hypnotisé par Jao la chèvre qu'il se retient tant bien que mal à dévorer. Le réalisateur a d'ailleurs donné un caractère sensuel très subtil à cette scène au sens où Kanouk est hypnotisé par Jao la chèvre à travers un zoom assez long sur le postérieur de Jao. Le choix du réalisateur d'utiliser le Boléro dans cette scène quasi-sensuelle n'a rien d'anodin : Maurice Ravel a reconnu de son vivant que son Boléro revêtait un caractère "musico-sexuel".
- Références philosophiques :

Le film d'animation fait beaucoup référence à la célèbre allégorie de la caverne, développée par le philosophe antique Platon dans son dialogue La République. En effet, la caverne est souvent représentée au cours du film, soit avec la grange présente dès le début du film ou la grotte de neige ou de pierre dans la seconde partie du film. La caverne apparaît cinq fois dans ce film sous formes différentes, ce qui est loin d'être anodin pour un film d'animation de moins de 2 heures. La première apparition de la caverne est la grange où se rencontrent Jao et Kanouk, la deuxième dans une grotte en pierre où Kanouk cache temporairement Jao, la troisième dans un trou obscur où Kanouk est emprisonné par sa meute, la quatrième dans une grotte enneigée et la cinquième dans la grotte de pierre où Jao et Kanouk se retrouvent à la fin du film. 
Comme dans le mythe de Platon, la caverne représente le monde des illusions, des fausses-vérités et des préjugés. Dans l'allégorie de Platon, seuls les individus éclairés peuvent sortir de cette caverne et dépasser les préjugés et illusions. Ici, la caverne représente le monde des instincts, l'ignorance donc le monde "naturel" où les loups chassent les chèvres en se conduisant uniquement d'après leur instinct. Sortir de la caverne, c'est, pour les deux personnages que sont Jao la chèvre et Kanouk le loup, sortir de leurs instincts naturels et dépasser leurs préjugés (c'est-à-dire qu'un loup et une chèvre ne peuvent devenir ami). C'est en sortant de leur caverne que Jao et Kanouk découvrent la vérité et dépassent leurs instincts naturels et donc ainsi peuvent devenir amis malgré leur "prédestination" naturelle à être proie et prédateur. 
Au début du film, les deux amis sont dans l'obscurité d'une grange (l'image de la caverne), Jao et Kanouk ne se connaissent pas et ne savent pas de quelle espèce ils sont. Ainsi, les deux personnages parlent en suivant leur instinct. Plus tard dans le film, Kanouk avouera à Jao que s'il avait su à ce moment-là que Jao était une chèvre et non un loup il l'aurait probablement mangé. Mais en sortant de cette grange le lendemain, les deux personnages commencent à se découvrir et dépassent leurs instincts : ils deviennent difficilement mais bel et bien amis. Leur relation n'est plus réglée par la liaison naturelle entre proie et prédateur. Toutefois, le film rappelle bien que la caverne existe et à plusieurs reprises les deux personnages se retrouvent malgré eux enfermés dans une grotte ou une caverne. En effet, lorsque les deux personnages sont coincés dans une grotte enneigée et que Kanouk n'a pas mangé depuis trois jours, les instincts de Kanouk reviennent à lui et ce dernier lutte pour ne pas manger son ami. Le dernier acte du film est tout à fait symbolique : Kanouk ayant perdu la mémoire après l'avalanche ne reconnaît plus son ami Jao la chèvre et emmène celui-ci dans une grotte sombre pour le manger. Il y a donc bien ici un retour dans la caverne des instincts et des préjugés. Mais, en retrouvant la mémoire à la fin du film, Kanouk redevient ami avec Jao et les deux personnages contemplent la lune en montant au-dessus de la caverne, comme pour signifier qu'ils ont tous deux dépasser leurs instincts pour être de véritables amis proches.

## Distinction
En 2007, le film La Vallée d'émeraude reçoit le prix "Excellent Animation of the Year" de la célèbre Japan Academy Film Prize for Animation of the Year. Toutefois, il n'arrive pas à recevoir le Japan Academy Film Prize pour le meilleur film d'animation : il arrive 2e derrière La Traversée du temps (2006) mais termine devant les films Tales from Earthsea, Brave Story et Detective Conan : The Private Eye's Requiem.